# 선주아
선주아(1991년 12월 27일 ~ )는 대한민국의 배우이다.

## 연기 활동

### 드라마
- 2012년 KBS1 대하드라마 《대왕의 꿈》 ... 어린 덕만공주 역 (박주미 아역)
- 2014년 네이버캐스트 웹드라마 《후유증》... 주희경 역
- 2014년 네이버캐스트 웹드라마 《인형의 집》 ... 영희 역
- 2016년 tvN 불금불토스페셜 《안투라지》

### 영화
- 2011년《써니》 ... 현재 음악감상실 종업원 역
- 2011년《엔틱카메라》
- 2013년《명왕성》 ... 강미라 역
- 2016년《좋아해줘》... 재병 여자친구 역
- 2021년《메모리: 조작살인》... 수지 역

## 수상 및 후보
| 연도 | 시상식              | 부문                     | 작품   | 결과 |
| ---- | ------------------- | ------------------------ | ------ | ---- |
| 2014 | 제50회 백상예술대상 | 영화부문 여자 신인연기상 | 명왕성 | 후보 |